# (52440) 1994 QN
(52440) 1994 QN là một tiểu hành tinh vành đai chính. Nó được phát hiện bởi Robert H. McNaught ở Đài thiên văn Siding Spring ở Coonabarabran, New South Wales, Australia, ngày 26 tháng 8 năm 1994.